# Prima Categoria 1961-1962
Il campionato di calcio di Prima Categoria 1961-1962 è stato il V livello del campionato italiano. A carattere regionale, fu il terzo campionato dilettantistico con questo nome dopo la riforma voluta da Zauli del 1958.

## Campionati
- Prima Categoria Abruzzo 1961-1962
- Prima Categoria Basilicata 1961-1962
- Prima Categoria Calabria 1961-1962
- Prima Categoria Campania 1961-1962 (con Molise)
- Prima Categoria Emilia-Romagna 1961-1962
- Prima Categoria Friuli-Venezia Giulia 1961-1962
- Prima Categoria Lazio 1961-1962
- Prima Categoria Liguria 1961-1962
- Prima Categoria Lombardia 1961-1962
- Prima Categoria Marche 1961-1962
- Prima Categoria Piemonte-Valle d'Aosta 1961-1962
- Prima Categoria Puglia 1961-1962
- Prima Categoria Sardegna 1961-1962
- Prima Categoria Sicilia 1961-1962
- Prima Categoria Toscana 1961-1962
- Prima Categoria Tridentina 1961-1962
- Prima Categoria Umbria 1961-1962
- Prima Categoria Veneto 1961-1962

## Fase finale interregionale

### Spareggio
- Aquila Trento (Trentino Alto Adige) - S. Giovanni Trieste (Friuli-Venezia Giulia) 2-1; 1-3.

### Ottavi di finale
- Carpi (Emilia-Romagna) - Mobilieri Ponsacco (Toscana) 2-2; 1-1 (5-4 d.c.r.).
- Voghera (Lombardia) - Montebelluna (Veneto) 1-1; 1-1 (5-3 d.c.r.).
- Elpidiense (Marche) - S. Giovanni Trieste (Friuli-Venezia Giulia) 1-0; 0-0.
- Nardò (Puglia) - Torrese (Abruzzo) 2-3; 0-1.
- Ilvarsenal (Sardegna) - Narnese (Umbria) 2-2; 0-0 (2-3 d.c.r.).
- Nocerina, Chieri e Paternò vengono ammesse d'ufficio ai quarti di finale per rinuncia degli avversari laziale (Romulea), ligure (Lavagnese) e lucano (Matera).

### Quarti di finale
- Chieri - Carpi 4-1; 2-2.
- Nocerina - Narnese 3-0; 0-3 (4-3 d.c.r.).
- Voghera - Elpidiense 2-1; 1-2 (passa l'Elpidiense per sorteggio, dopo che i rigori erano terminati in parità).
- La Torrese viene ammessa d'ufficio alle semifinali per rinuncia del Paternò.

### Semifinali
- Chieri - Elpidiense 1-1; 0-0 (passa l'Elpidiense per sorteggio, dopo che i rigori erano terminati in parità).
- Torrese - Nocerina 1-1; 0-3.

### Finale
- Nocerina - Elpidiense 3-2 d.t.s.